# Xenodasyidae
Xenodasyidae zijn een familie van de buikharigen. 

## Taxonomie
De volgende geslachten zijn bij de familie ingedeeld:
- Chordodasiopsis Todaro, Guidi, Leasi & Tongiorgi, 2006
- Xenodasys Swedmark, 1967

### Synoniem
- Chordodasys => Chordodasiopsis Todaro, Guidi, Leasi & Tongiorgi, 2006